# Olofsfors bruk

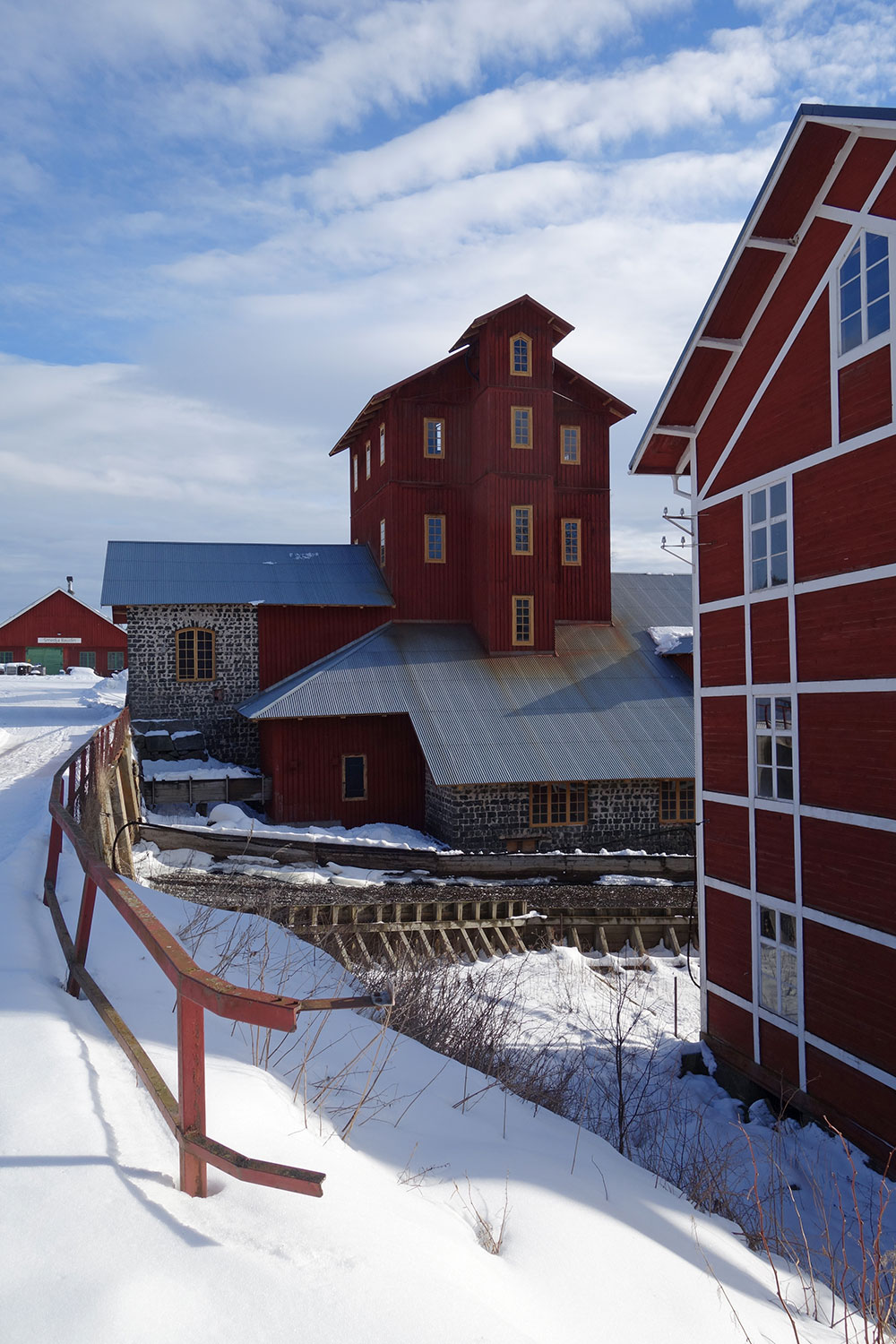
Masugnen vid Olofsfors bruk, med kvarnen närmast i bild.

Olofsfors bruk var ett järnbruk i Nordmalings socken i Västerbottens län, grundat vid Leduåns nedersta fors 1762. Masugnen lades ner i slutet på 1800-talet i samband med den s.k. bruksdöden, men verksamheten inom företaget fortsatte genom Olofsfors AB. Mycket av bruksmiljön har också bevarats och utgör ett industriminne av riksintresse. Kring bruket finns en småort som kallas för Olofsfors.

## Historia
Olofsfors bruk byggdes upp från 1762 och drygt hundra år framåt. Det var finansmannen John Jennings som under en inspektionsresa genom landet, på väg hem från Robertsfors bruk i Västerbotten, såg vilka förutsättningar området kring Leduån hade. Miljön runt Olofsfors var just den rätta för att kunna anlägga ännu ett bruk: närhet till havet, en å med flera forsar och milsvida, orörda skogar.

### Bruket grundas
Kungl.Maj:t gav John Jennings privilegier på ett järnbruk vid Leduån i Nordmaling år 1762. Jennings gav bruket namnet Olofsfors. John Jennings, som var riksdagsman och adelsman, ägde bl.a. Forsmarks bruk i Uppland. Järnhanteringen hade högkonjunktur. 70 % av den svenska exporten bestod av järn, men skogsbristen gjorde sig kännbar. Skog fanns nära Olofsfors, och malm hämtades från Utö gruvor och Dannemora gruvor.
Yrkesskickliga smeder hämtades också söderifrån, medan ortsbefolkningen kunde anställas som kolare (ett mycket påfrestande arbete).
Havet var en förutsättning för att kunna transportera upp järnmalmen från gruvorna i Uppland och Bergslagen; ur Leduåns forsar kunde vattenkraften driva hammare och blåsmaskiner för smidet och ur skogen kunde kol utvinnas till den enormt kolkrävande verksamheten. För att elda i masugnen i två dagar krävdes kol från en kolmila och att göra en kolmila krävde 127 dagsverken! I Mellansverige hade bruken gjort slut på skogarna och nu var Norrlands orörda skogar räddningen för Sverige som ledande nation på järnframställning.
År 1762 fick John Jennings tillstånd från Bergskollegium att anlägga en masugn vid Leduåns utlopp i Olofsfors. Masugnen togs i bruk 1764 och det var startskottet på den långa industrihistoriska epok som än idag hålls vid liv. År 1786 anlades även en stångjärnshammare i Klöse vid Lögdeälven, som var i drift till 1878.
Förutom tack- och stångjärnsproduktion bedrev bruket även jord- och skogsbruk. Masugnarna slukade massor med träkol, och bönderna klagade över hur skogen föröddes.

### Markinnehav
Ett stort markområde, kallat Södra allmänningen, avgränsades 1764–1765 främst kring Lögdeälven mellan Klöse och Nordsjö och uppläts som rekognitionsskog till Olofsfors bruk. Ytterligare ett område, kallat Olofsfors bruks allmänning, avgränsades 1769 norr om Nordmalings samhälle (sedermera kallat Norrmark).
Dessutom förvärvade bruket flera hemman i Lögdeå, Sunnansjö, Toböle, Brattsbacka, Hyngelsböle, Fällfors, Orrböle, Baggård, Balsjö, Mjösjö, Västra Strömåker, Övre Nyland, Nedre Nyland samt på Järholmen i den yttre delen av Nordmalingsfjärden. På 1860-talet ägde Olofsfors bruk totalt 15 000 hektar mark och hade därutöver en mängd avtal tecknade med skogsägande bönder.
I och med att Olofsfors bruk senare förvärvades av Nordmalings Ångsågs AB, som sedermera övertogs av SCA, ägs merparten av dessa fastigheter nu av det sistnämnda bolaget.

### Kolartorp
Inom den del av Olofsfors bruks rekognitionsskog som kallades för Södra allmänningen etablerades flera kolartorp där torpare som producerade kol åt bruket fick slå sig ned. Till dessa bosättningar hör:
- Abborrtjärn alldeles vid länsgränsen mot Västernorrlands län, väster om Hyngelsböle.
- Genberg vid Lögdeälven. Resolution för nybygget meddelades 1782 och gällde då Olofsfors bruk. Kolare bodde här åtminstone till 1840.
- Jansmark väster om Hyngelsböle. Kolare bodde här åtminstone till 1850.
- Ottjärn väster om Toböle.
- Salberg väster om Jansmark, numera beläget inom Örnsköldsviks kommun och Västernorrlands län.[4]

Inom det område som kallades för Olofsfors bruks allmänning norr om Nordmalings samhälle anlade bruket på 1700-talet kolartorpet Norrmark vid Prästbäcken. Platsen var tidvis obebodd och blev slutgiltigt öde i mitten av 1900-talet.

### Den stora bruksdöden
Långa frakter gjorde att bruket aldrig blev särskilt lönsamt, och när nya metoder att smälta järn började användas i England blev läget prekärt. I slutet av 1800-talet fick bruket känna av den s.k. bruksdöden. Mindre efterfrågan på järn och hårdnande konkurrens var några av orsakerna till att många bruk i Sverige lades ned. Produktionen av tackjärn upphörde och hyttorna blåstes för sista gången 1894. Under samma tid började skogsindustrin att växa sig stark och Nordmalings Ångsågs AB (NÅAB) köpte en fjärdedel av bruket 1864. 1874 förvärvades ytterligare 3/8 delar av bolaget och i och med detta köp blev NÅAB majoritetsägare.

## Bruksmuseum och industriminne

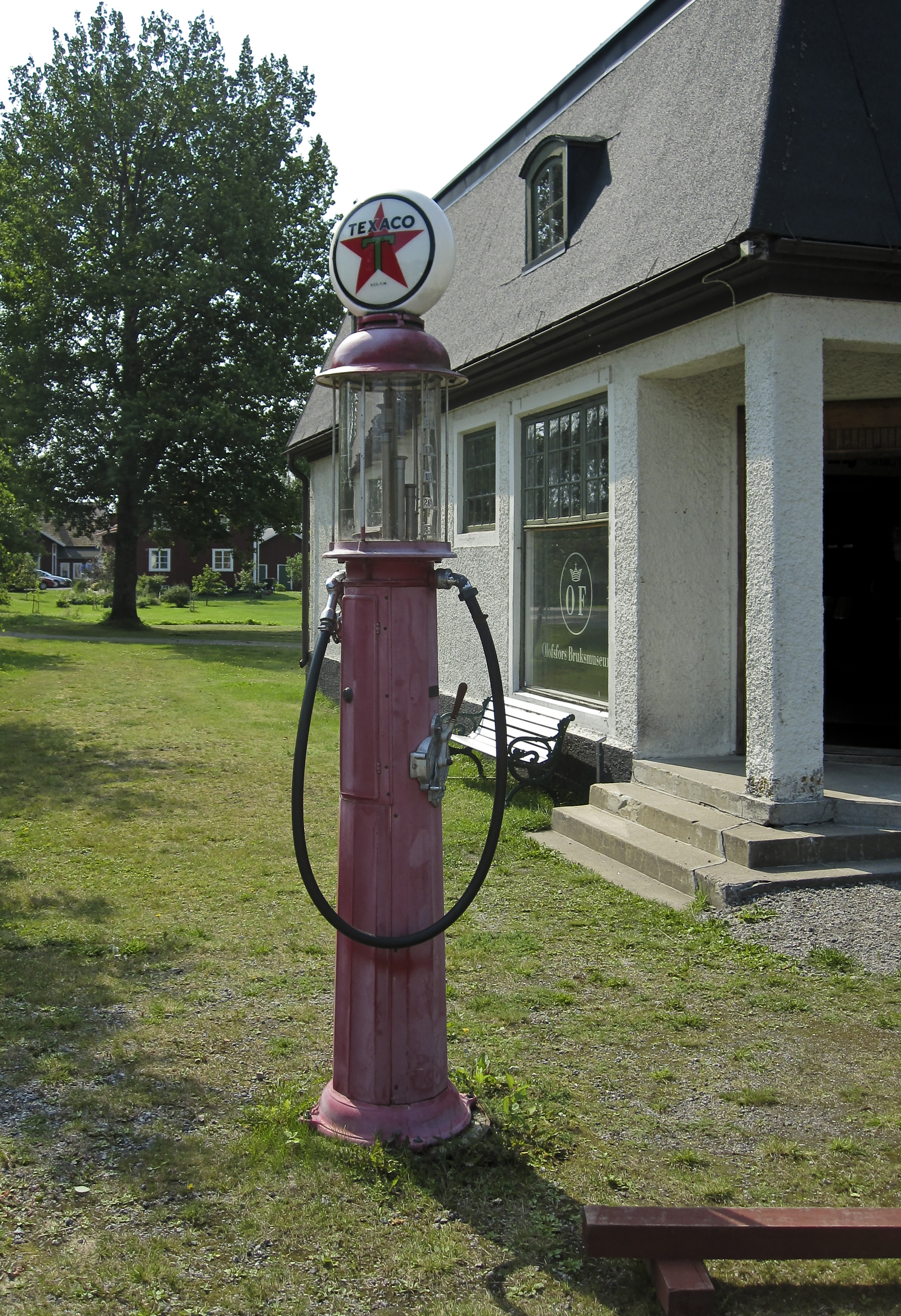
Bensinpump vid bruksmuseet

1979 bildades Stiftelsen Olofsfors Bruksmuseum för att förvalta delar av området och idag är bruket ett av Västerbottens läns största besöksmål. Stiftelsens styrelse består av representanter från Nordmalings kommun, familjen Barbro Westerberg samt Västerbottens museum. Det mesta av industrin med verkbyggnader, arbetarbostäder, skola, disponentbostad, tvättstugor, handelsbod, kvarn, ladugård, bagarstuga, krog med mera finns bevarade. Idag ryms ryms en rad olika verksamheter i byggnaderna; allt ifrån ateljéer till konferensanläggning. Området är öppet året om men fylls sommartid på med bland annat fler hantverkare, utställningar och aktiviteter för barn.
Olofsfors Bruk fick utmärkelsen Årets industriminne 2014.

## Husvagnstillverkning
På 1960-talet tillverkades husvagnar av modellen Olofsfors (P600 och P650) på Olofsfors bruk.

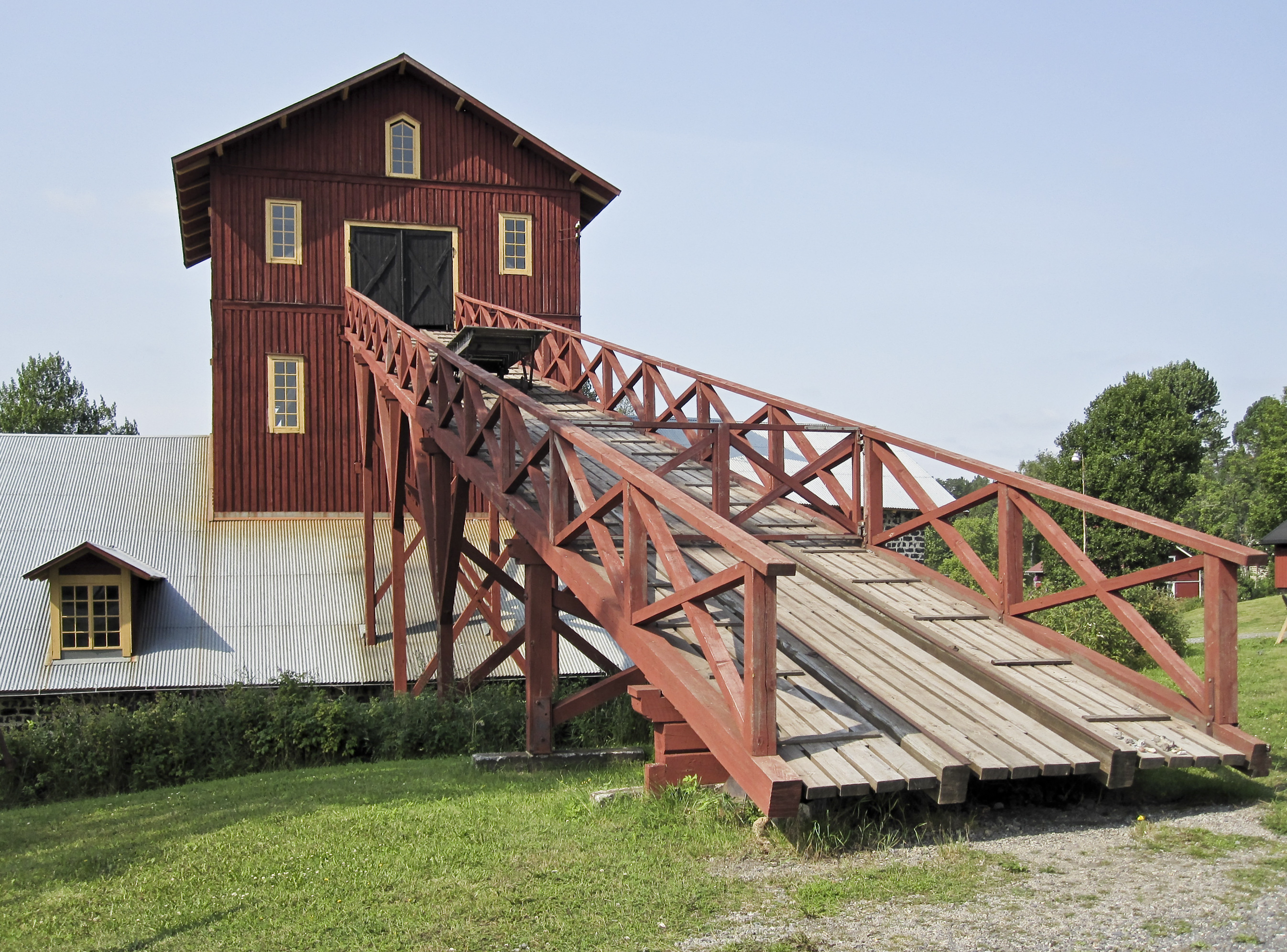
Lastbanan vid gamla masugnen.
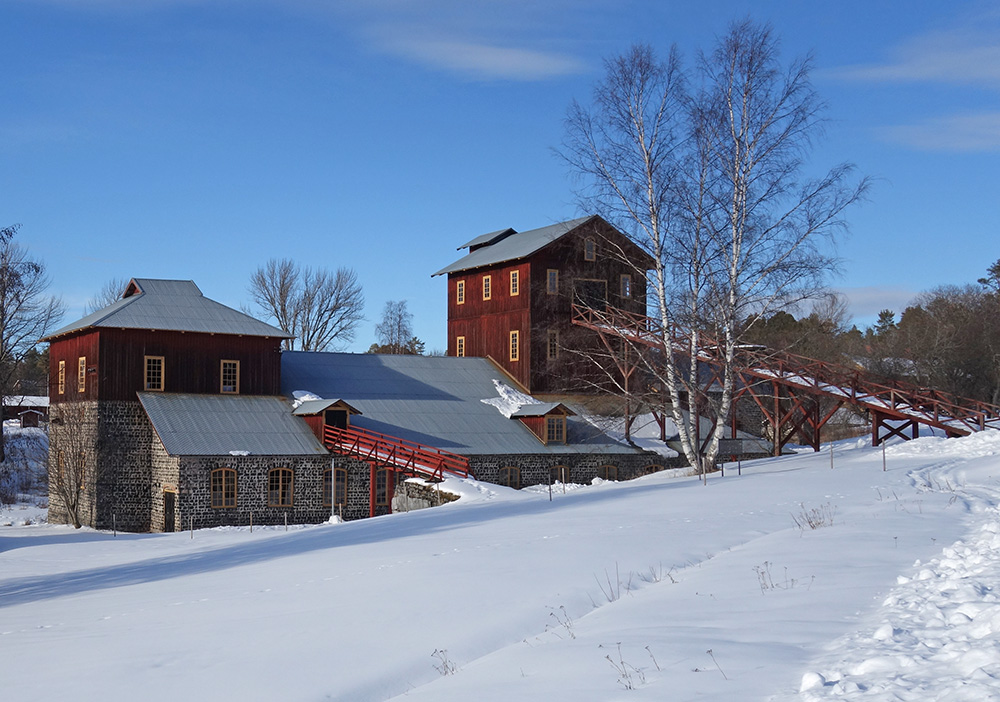
Masugnen sedd från sydost
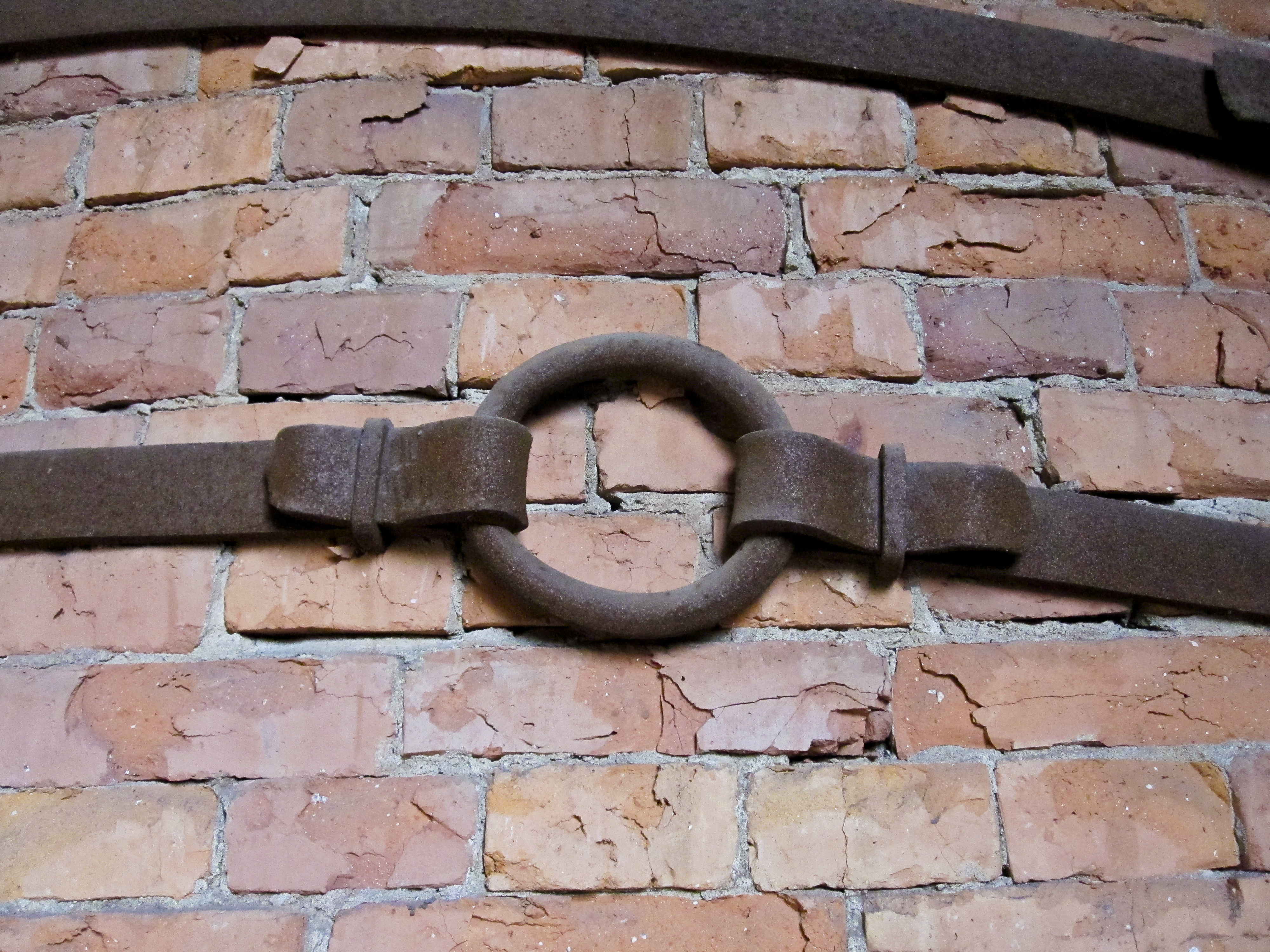
Dragband vid masugnen
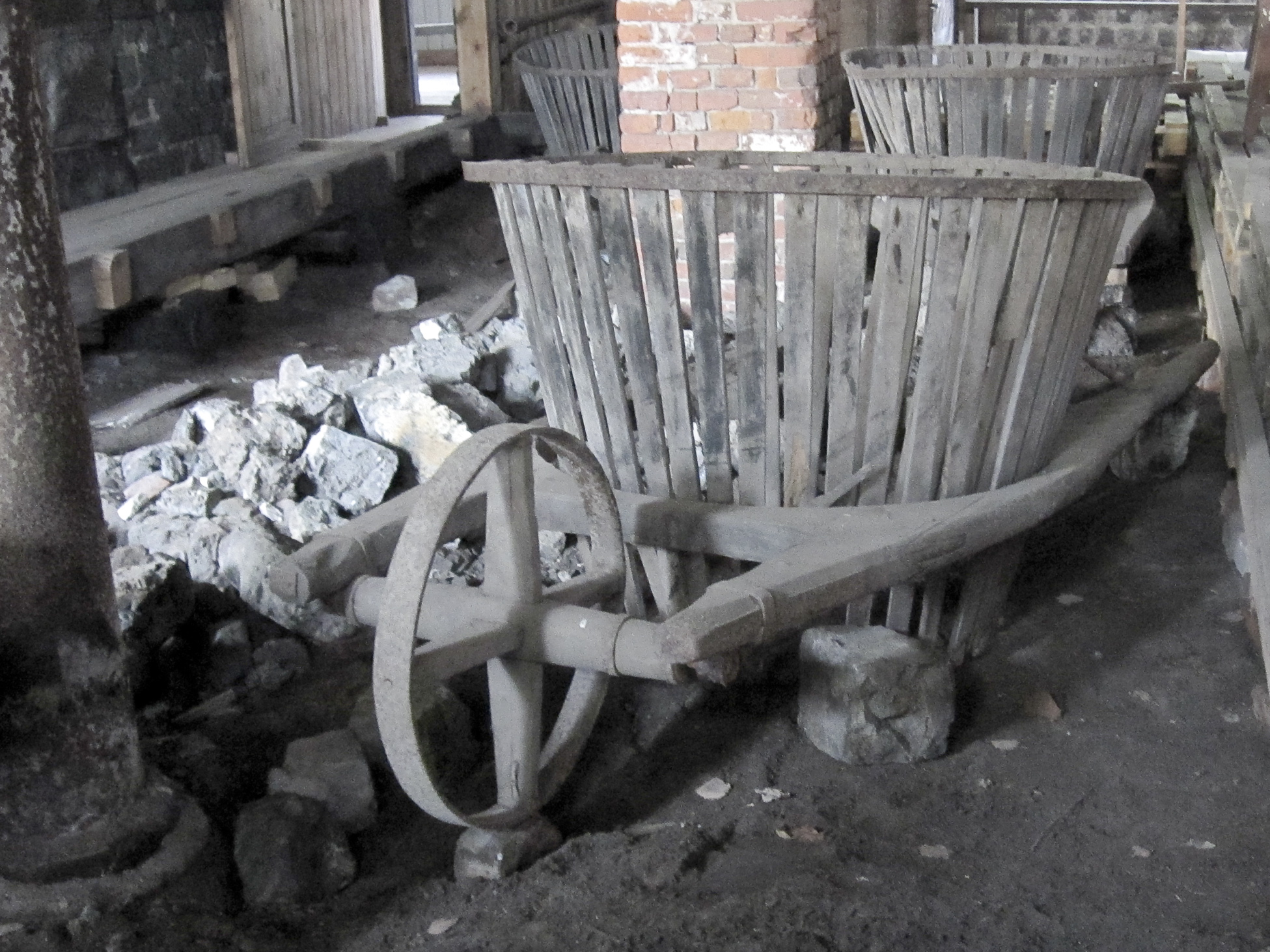
Skottkärra för träkol
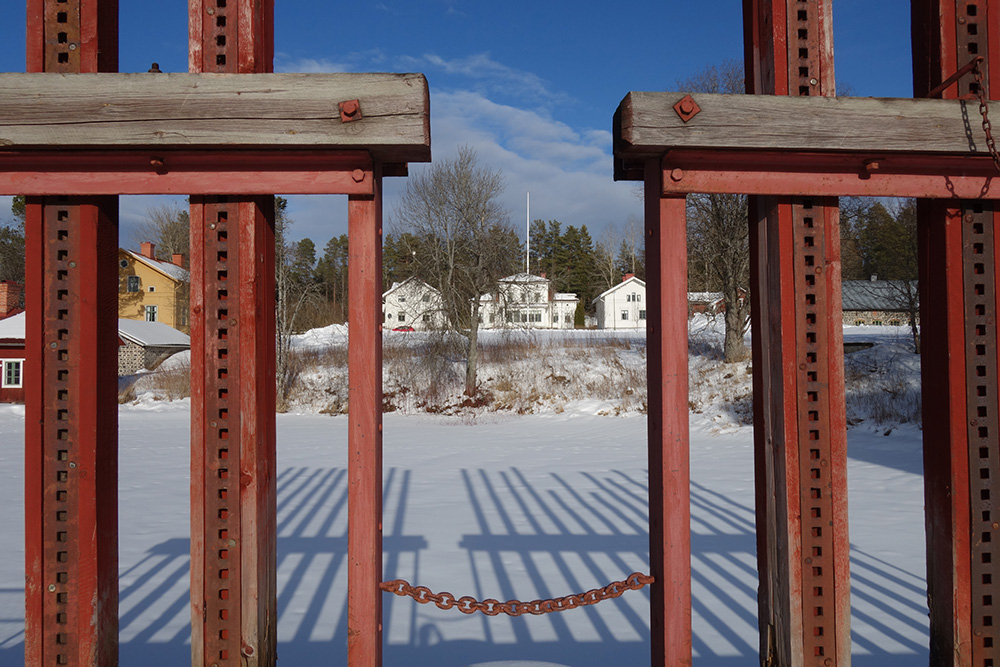
Herrgården sedd från bruksdammen
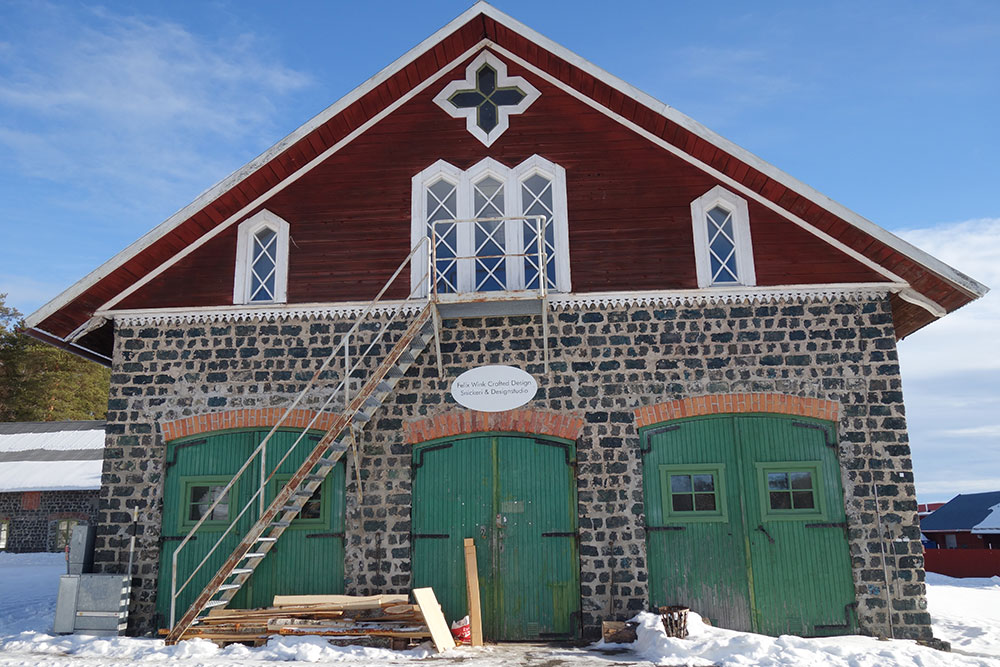
Gamla ladugården